# Saint-Bazile (Calvados)
Pour les articles homonymes, voir Saint-Bazile.
Saint-Bazile est une ancienne commune française du département du Calvados et la région Normandie, intégrée au territoire des Autels-Saint-Bazile depuis 1831.

## Histoire
La commune fusionne avec celle des Autels-en-Auge par l'ordonnance du 25 décembre 1831. La nouvelle commune ainsi formée pend le nom de Les Autels-Saint-Bazile. L'église paroissiale conservée est celle de Saint-Bazile et la mairie est établie sur l'ancien territoire des Autels-en-Auge. Saint-Bazile est considérée comme commune absorbante.

## Démographie
| 1793 | 1800 | 1806 | 1821 | 1831 |
| ---- | ---- | ---- | ---- | ---- |
| 75   | 59   | 70   | 81   | 86   |